# Llista de missions diplomàtiques a Cap Verd

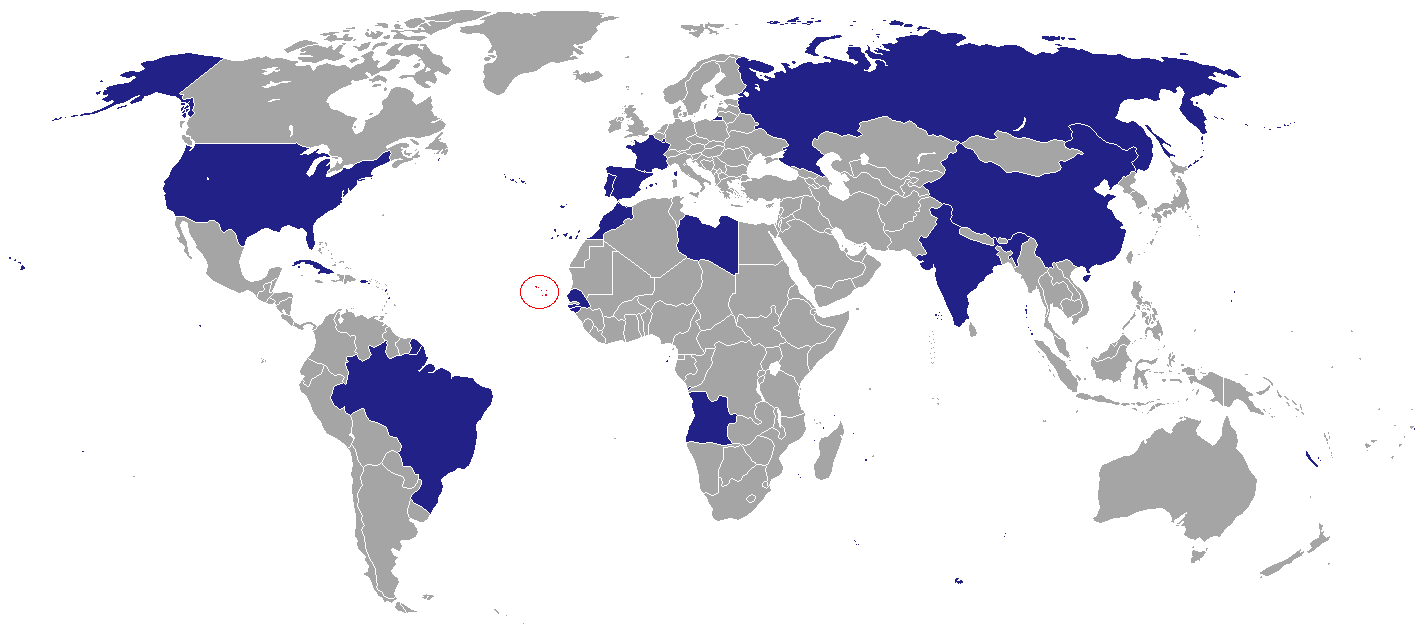
Mapa de les missions diplomàtiques a Cap Verd

Aquesta és la llista de missions diplomàtiques a Cap Verd. Actualment la capital del país, Praia, allotja 12 ambaixades.

## Ambaixades
Praia
| - Angola - Brasil - R.P. de la Xina - Cuba - França - Líbia | - Luxemburg - Portugal - Rússia - Senegal - Espanya - Estats Units |

## Consolats Generals
- Guinea Bissau

## Missions
- Unió Europea (Delegació)

## Ambaixades no residents
| Resident a Dakar- Bèlgica - Burkina Faso - Camerun - Canadà - Egipte - Etiòpia - Alemanya - Ciutat del Vaticà - Israel - Itàlia - Japó - Mali - Països Baixos - Palestina - Romania - Sud-àfrica - Suïssa - Turquia - Regne Unit | Resident a Lisboa- Argentina - Austràlia - Àustria - Croàcia - Xipre - Dinamarca - Finlàndia - Grècia - Orde Sobirana i Militar de Malta - Noruega - Suècia | Resident a qualsevol lloc- Indonèsia (Abuja) - Mèxic (Luanda) - Sèrbia (Nov York) - Eslovàquia (Abuja) - Eslovènia (Brussel·les) |